# Trycksvarvning

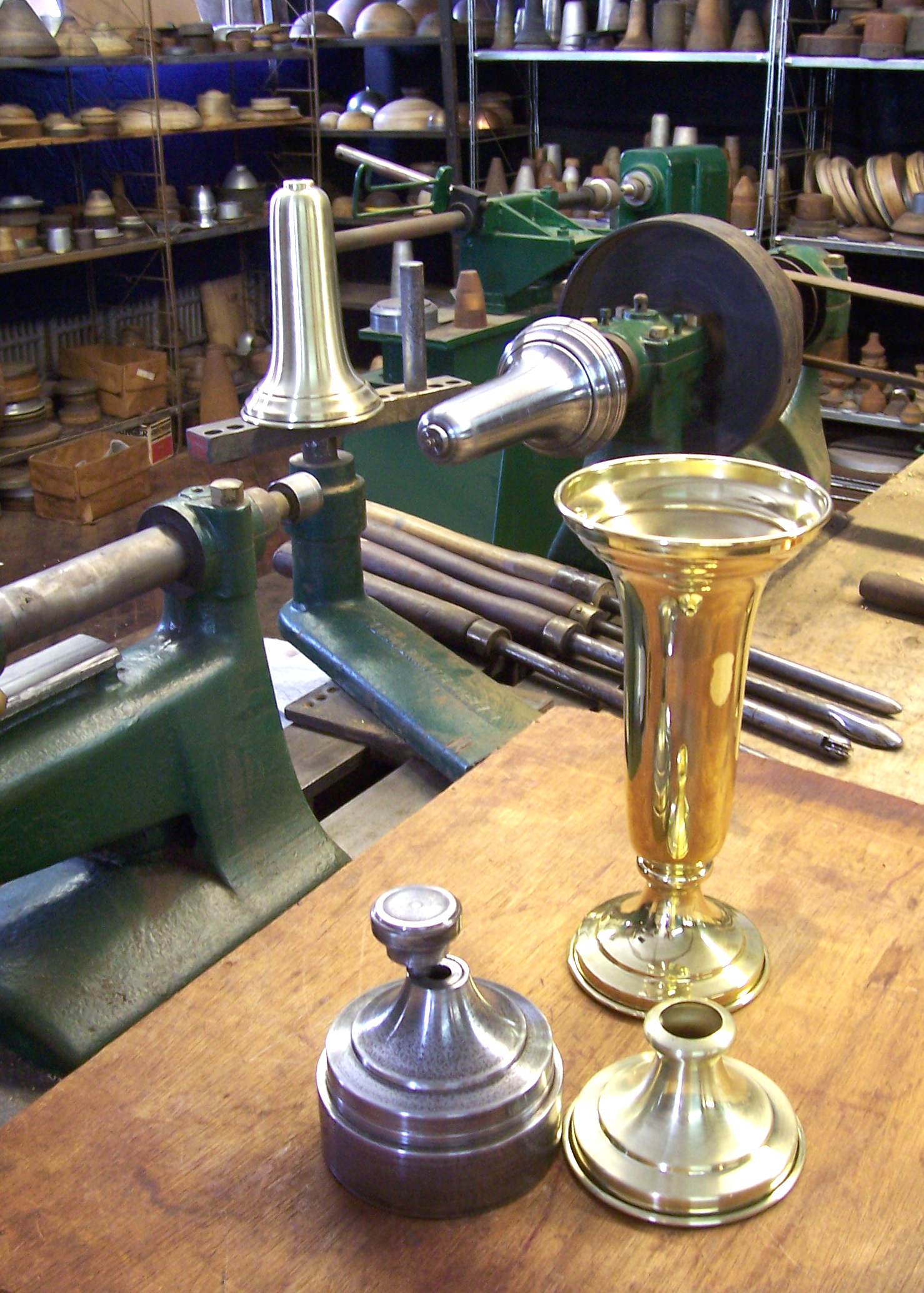
Trycksvarvade vaser.

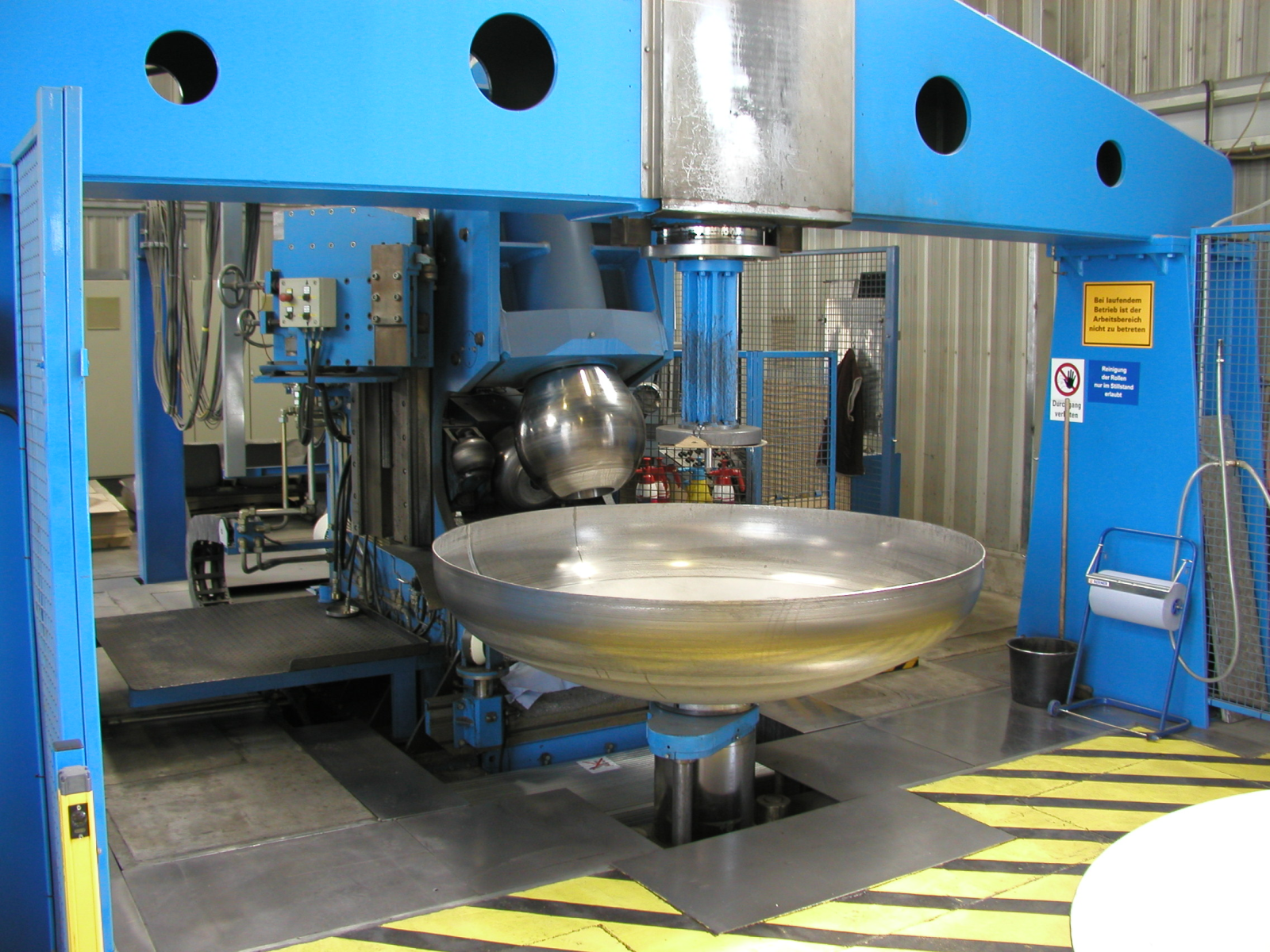
Maskin för trycksvarvning av större föremål.

Trycksvarvning, även kallat metalltryckning eller enbart tryckning, är en metod som används för att plastiskt bearbeta metaller. Metoden kan enbart skapa kroppar som är symmetriska kring en axel. Detta åstadkoms genom att i en svarv rotera ett arbetsstycke och samtidigt forma stycket med hjälp med kraften av ett tryckstål. Med efterbehandling kan månghörningar och andra former tillverkas. Tryckstålet pressar arbetsstycket mot en designad form, vilket innebär att processen kan repeteras. Formen kan bestå av metaller, trä, eller is beroende på vilken utformning man vill åstadkomma på den slutgiltiga produkten.

## Processbeskrivning
När man valt vilket formmaterial man ska använda så monteras formen och materialet i svarven. Formen kallas även för tryckpatron och utgör innermåtten på den produkt som ska tillverkas. De två egenskaper som finns hos patroner är hårdhet och ytfinhet. Beroende på vilka krav produkten ställer på dessa två egenskaper så används olika material i patroner. Till exempel används härdat stål vid tillverkning av produkter med krav på hög ytfinhet eftersom tryckstålet måste applicera ett högt tryck på materialet och patronen där patronen måste kunna motstå dessa tryck utan att brista. Mellan patronen och arbetsstycket används vanligen någon form av smörjmedel för att motverka friktion som kan skada den slutgiltiga produkten. Exempel på smörjmedel är såpa, bivax och grafit. Patronen behöver inte vara solid utan kan vara ihålig för att på sätt kunna minska vikten på hela rotationsstycket och därmed minska effekten som behövs för att driva svarven.
Arbetsstycket roteras vid hög hastighet samtidigt som tryckstålet steg för steg pressar materialet mot tryckpatronen. Denna process kan antingen göras för hand eller automatiskt i en CNC-svarv. Vid stora omformningar kan stora spänningar uppstå i materialet vilket kan avhjälpas genom att upphetta det. Ett sätt är att glödga materialet i olika steg mellan trycksvarvningen för att rekristallera materialet och på så vis minska spänningarna. I vissa fall värmer man materialet medan trycksvarvning sker för att lättare åstadkomma en formning. Processen och dess olika moment och komponenter beskrivs i bilden nedan.

## Val av formmaterial
Formar som består av trä och metall kan användas för att trycksvarva produkter som har högst en midjepunkt. Trä- och metallformar kan då bestå av två stycken komponenter där man delar formen i midjepunkten när man vill avlägsna formen från den färdiga produkten. Vid mer avancerade produkter med flera midjepunkter kan dessa material inte användas eftersom delar av formen då skulle vara stängas inne i den slutgiltiga produkt eller komponent man tillverkat. Vid tillverkning av komplexare produkter av denna typ kan man istället använda sig av exempelvis is som formmaterial. På så vis möjliggör man tillverkandet av en produkt med flera midjepunkter eftersom man efter svarvningen kan smälta isen för att avlägsna formen. Nackdelen är dock att man inte kan återanvända formen då isformen helt sonika övergått till vatten. Valet av material i formen beror också på vilket tryck som ska appliceras via tryckstålet, där exempelvis trä är mindre hållfast än metall.

## Material
Vid trycksvarvning kan man använda flera olika metaller som lämpar sig för metoden. Material som kan användas är:
- Aluminium
- Mässing
- Koppar
- Silver
- Kallvalsat stål
- Varmvalsat stål
- Rostfritt stål

Tjockleken på det material som används kan vara mellan ca. 0,1 och 10 mm beroende på vilket material som används. En fördel med trycksvarvning är den låga materialåtgången då ytterst små mängder av arbetsstycket inte återfinns i den färdiga produkten. I och med att utvecklingen av trycksvarvning har gått framåt har produktionstiden reducerats och det har blivit möjligt att bearbeta tjockare metallstycken.

## Fördelar och nackdelar med trycksvarvning
Den stora fördelen med trycksvarvning är flexibiliteten. Möjligheterna för formen är väldigt stora och nästan vilka former som helst kan appliceras. Det finns även möjlighet för rekonstruktion. Tekniken ger stora möjligheter att enkelt och billigt byta form. Man får inte långa omställningstider eller höga omställningskostnader som andra tekniker kan innebära. Detta innebär inte att trycksvarvning endast lämpar sig för små serier utan tekniken kan även appliceras när det gäller produktion av större serier då den både är snabb, effektiv och har låga fasta kostnader. I processen uppkommer dessutom inga sömmar som andra produktionstekniker kan åstadkomma. Detta göra att den slutliga produkten tål högre tryck såväl från interna som externa källor. En nackdel med objekt som är framställda genom trycksvarvning är att de inte går att reparera, vilket innebär att produkten måste kasseras vid till exempel sprickbildning.  
Om man jämför trycksvarvning med den konkurrerande metoden dragpressning så har trycksvarvningen ett antal fördelar. Metoden gör det möjligt att tunna ut plåten på specifika delar av produkten vilket inte är möjligt vid dragpressning där plåttjockleken teoretiskt sett är jämn över hela produkten. Den specifika metoden sträckpressning kan också skapa plåtförtunning men då sker detta över hela produkten. Vid en ekonomisk jämförelse kan man konstatera att trycksvarvning lämpar sig bättre vid korta serier eftersom man vid denna typ av tillverkning har kortare ställtider och lägre fasta kostnader, främst i maskininvesteringar. Det är också lättare att göra konstruktionsändringar. Nackdelen är dock att produktionstiden är betydligt längre än vid dragpressning, varför den metoden lämpar sig bättre vid större serier. Exempelvis tar det upp till tio gånger längre tid att trycksvarva ett flatbottnat kärl med diameter 150 och djup 80.

## Produkter
Med trycksvarvning kan man tillverka en uppsjö av produkter. Möjligheten att skapa variabel plåtförtunning gör att produkter kan skapas med till exempel tjock botten och tunnare sidor. Detta kan bl.a. utnyttjas vid tillverkning av kastruller och andra kokkärl.  

## Video
- Manuell Trycksvarvning
- Automatisk Trycksvarvning